# Senna reticulata
Senna reticulata är en ärtväxtart som först beskrevs av Carl Ludwig von Willdenow, och fick sitt nu gällande namn av Howard Samuel Irwin och Rupert Charles Barneby. Senna reticulata ingår i släktet sennor, och familjen ärtväxter. Inga underarter finns listade i Catalogue of Life.